# Эппельман, Райнер
Райнер Эппельман нем. Rainer Eppelmann; род. 12 февраля 1943, Берлин) — член оппозиции ГДР, бывший руководитель военного ведомства ГДР, в настоящее время член Христианско-демократического союза.

## Биография
В 1964 году получил специальность каменщика. В 1966 году отказался от службы в Национальной народной армии ГДР и был приговорён к 8 месяцам лишения свободы. В 1974 году закончил обучение по курсу теологии в берлинской духовной семинарии. После этого в 1975—1990 — пастор в одном из евангелических приходов Берлина. В 1980-х годах в министерстве госбезопасности ГДР планировалось его убийство, но окончательное разрешение на проведение операции от руководства не было получено. В феврале 1982 года вместе с профессором Робертом Хавеманом призывал к разоружению на Западе и Востоке.

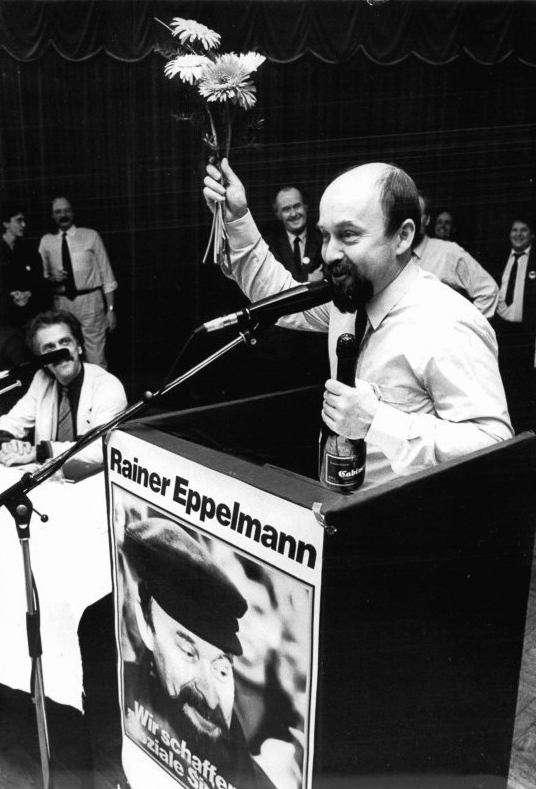
Райнер Эппельман 1990 после избрания председателем партии «Демократический прорыв»

В 1990 году выступил одним из основателей, а позже был избран председателем партии «Демократический прорыв». С 18 марта и до ликвидации 2 октября 1990 года был депутатом Народной палаты ГДР, а также министром в министерстве разоружения и обороны, считал создание единых вооружённых сил Германии длительным процессом с сохранением, на 1-м этапе, 70-тысячной (вместо 135-тысячной) армии ГДР. С 2 декабря 1990 до 2005 года состоял депутатом бундестага. Убеждённый пацифист.
Женат вторым браком и имеет пятерых детей (четверо — от первого брака).